# Christianshavns Bluesband
Christianhavns Bluesband (CBB) var et dansk bluesband der eksisterede fra 1987-1993. Det blev dannet i København af Lone Kellermann (sang), Franz Beckerlee (guitar), Sten Haxø (sang, guitar), Søren Berlev (trommer), Peter Mandorf (saxofon, tan) Krølle Erik (sang, guitar) og Pede Meyer (bas).
Ved opløsningen af Christianshavns Bluesband i januar 1994 var besætningen: Lone Kellerman, Jørgen Rygaard (guitar), Sten Haxø, Peter Mandorf, Jakob Hede (trommer), Morten Hall (bas, guitar) og Peter Bluestime (sang, guitar).
Christianshavns Bluesband spillede primært covernumre, og var i perioden fra 1991 til opløsningen i januar 1994 et af Danmarks hårdest turnerende rockorkestre[kilde mangler] med omkring 80 koncerter om året.
I foråret 1991 var Søren Vandborg med på sang.
I 2000 udkom dobbelt-cd'en Christianshavns Bluesband: We're Only in It for the Funny. Dobbelt-cd'en rummer dels en cd med numre optaget i Sweet Silence Studios og dels en cd med liveoptagelser fra blandt andet Skandeborg Festival. CBB var præget af en særdeles energisk sceneoptræden.[kilde mangler]

## Diskografi
- We're Only In It For The Funny (2000)